# فستوس أغو
فستوس أغو (بالإنجليزية: Festus Agu)‏ هو لاعب كرة قدم نيجيري في مركز الهجوم، ولد في 13 مارس 1975 في إنوغو في نيجيريا. لعب مع إينوغو رينجرز وبيندل إنشورانس وفورتونا كولن ونادي آلن ونادي أورينسي ونادي بوليفار ونادي سانت باولي ونادي كومبوستيلا.

## وصلات خارجية
- فستوس أغو على موقع قاعدة بيانات كرة القدم.إي يو (الإنجليزية)
- فستوس أغو على موقع بيانات كرة القدم. دي إي (الألمانية)
- فستوس أغو على موقع عالم كرة القدم.نت (الإنجليزية)